# おもいで金平糖
『おもいで金平糖』（おもいでこんぺいとう）は、持田あきによる日本の漫画作品。また、それを表題作とする、オムニバスシリーズを収録した短編集の題名。

食べるとタイムスリップできるというおもいで金平糖を食べた人々の物語。単行本はりぼんマスコットコミックスより発刊されている｡

## おもいで金平糖
- 初出：2008年『お正月大増刊号りぼんスペシャル』掲載

走ることが大好きな、陸上部のエース・美緒には兄がいたが、彼女が生まれる前に亡くなっていた。その兄も陸上部のエースで、美緒には「兄の生まれ変わり説」などが出ていた。ある日、美緒に金平糖が送られてくる。その金平糖を食べた美緒は、ある病院の屋上にいた…。
折坂 美緒（おりさか みお）
14歳。陸上部のエース。大会で1位しか取った事が無いが、スタートラインが苦手。おもいで金平糖を食べて、14年前にタイムスリップし、亡くなった兄に会う。
折坂 深雪（おりさか みゆき）
美緒の兄で、陸上部のエースだった。美緒が生まれる前に病気で亡くなった。14年前、親に「自分が亡くなったら、美緒に不思議な言い伝えのあるおもいで金平糖を送ってくれ」と頼んでいたらしい。

## おもいで金平糖〜テイクオーバーゾーン〜
- 初出：2008年『夏休み大増刊号りぼんスペシャル』掲載

花野縁は、3年間付き合っていた真木に振られ、おもいで金平糖をやけ食いし、3年前にタイムスリップする。そこで、3年前のダサい自分に会う。
花野 縁（高校生）
3年間付き合っていた真木に振られ、おもいで金平糖をやけ食いし、3年前の平成17年7月17日にタイムスリップする。中学の時とはほとんど性格が変わっている。
花野 縁（中学生）
真木に片思いしている。
真木
3年前、縁が告白してから3年間付き合っていたが、「好きな人ができた」と言って縁を振る。

## おもいで金平糖〜さまざまのことを思い出す〜
- 初出：2009年『りぼん春の大増刊号スペシャル』掲載

サックスを吹くのが大好きだった中学3年生の梅枝ひろかは、事故で左手が動かなくなり、サックスが吹けなくなる。ある日、定年間近の国語教師から、おもいで金平糖をもらい…。
梅枝 ひろか
中3。コンクールで何回も賞を取るサックスプレイヤーだったが、左手が動かなくなったため、奏者生命が絶たれる。だがある日、定年間近の国語教師・賢木からおもいで金平糖をもらい、40年前にタイムスリップする。
賢木 栄一郎
国語教師をしている。40年前に小説家を目指しており、その時は文芸大賞では万年選外だったらしい。父親からは小説家になることを反対されていた。40年間その夢は叶わなかったが、その後夢を叶え小説家になる。
青柳 荘平
40年前、賢木たちと小説家を目指していた。
高嶺 蘭
40年前、賢木たちと小説家を目指していた。
麗子
40年前、賢木たちと小説家を目指していた。
森本
40年前、賢木たちと小説家を目指していた。短歌が得意らしい。

## おもいで金平糖〜パンクロックマザーグース〜
- 初出：2009年『りぼん冬の大増刊号スペシャル』掲載

中村愛緒の母は、ピンクロックバンドのボーカルをしている。そのため、愛緒は母と暮らしていない。愛緒はその母から捨てられたと思い込んでいた。だが、おもいで金平糖を食べ、愛緒は1993年のクリスマスイブの日にタイムスリップし、そこで16歳の母とまだ赤ちゃんの自分に出会う。
中村 愛緒
自分の母は悪い人だと思い込んでいが、16歳の母に出会い、自分が愛されていた事を知る。将来は公務員になりたいらしい。肉じゃがを作るのが得意。
仁科 実
愛緒の幼馴染。愛緒と共に1993年にタイムスリップする。
中村 鈴
愛緒の母。ミチ、獅子、ヒデカツとピンクロックバンドをしているボーカル。実は、愛緒と一緒に暮らしたいと思っている。
中村 一誠
愛緒の父。愛緒が生まれる前、事故で亡くなった。

- 一巻収録分

## おもいで金平糖〜初恋〜
- 初出：2010年『夏の大増刊号りぼんスペシャルオレンジ』掲載

## おもいで金平糖〜ララグラス〜
- 初出：2011年『秋の大増刊号りぼんスペシャルリアル』掲載

## おもいで金平糖〜愛の夢〜
- 初出：2012年『春の大増刊号りぼんスペシャルキュート』掲載

- 二巻収録分

## おもいで金平糖 ―スワロウテイル―
- 初出：2013年『夏の大増刊号りぼんスペシャルミント』掲載

まほろには藤という、なくてはならない存在の幼なじみがいて…。

## おもいで金平糖 ―Would You?―
- 初出：2014年2月号本誌 掲載

## おもいで金平糖 ―不良少女―
- 初出：2014年『夏の大増刊号りぼんスペシャルミント』掲載

学校にある不思議な銅像。いつもその前で会っていた蛍と未祐はー　
- 三巻収録分